# Robert Manson
Robert „Robbie“ Manson (* 11. Oktober 1989 in Hamilton) ist ein neuseeländischer Ruderer.
Manson begann 2006 mit dem Rudersport. Bei den U23-Weltmeisterschaften 2009 siegte er zusammen mit Joseph Sullivan im Doppelzweier, im Jahr darauf belegte er mit seinem Bruder Karl Manson den fünften Platz. Bei den Weltmeisterschaften 2010, die daheim auf dem Lake Karapiro stattfanden, siegte Joseph Sullivan mit Nathan Cohen im Doppelzweier. Der neuseeländische Doppelvierer mit John Storey, Matthew Trott, Robert Manson und Nathan Twaddle belegte den siebten Platz. Zwei Jahre später erreichten John Storey, Michael Arms, Matthew Trott und Robert Manson auch den siebten Platz bei den Olympischen Spielen 2012. 
2013 siegten Michael Arms und Robert Manson im Doppelzweier bei allen drei Regatten im Ruder-Weltcup, bei den Weltmeisterschaften in Chungju belegten die beiden nur den sechsten Platz. 2014 ruderte Robert Manson zusammen mit seinem Bruder im Doppelzweier, die beiden erreichten den achten Platz bei den Weltmeisterschaften in Amsterdam. 2015 bildete Christopher Harris den neuen Doppelzweier mit Robert Manson, hinter den Booten aus Kroatien und Litauen gewannen die beiden die Bronzemedaille bei den Weltmeisterschaften auf dem Lac d’Aiguebelette. Bei den Olympischen Spielen 2016 belegten Harris und Manson den elften Platz. 
2017 belegte er beim Ruder-Weltcup den ersten Platz im Männer-Einer. Bei der zweiten Wertungsregatta des Weltcups in Posen verbesserte er die Weltbestzeit im Männer-Einer auf 6:30,74 min.
2014 outete sich Manson als homosexuell.